# コリン・マクローリン
コリン・マクローリン（Colin Maclaurin, 1698年2月 - 1746年6月14日）は、スコットランドの数学者である。マクローリン展開で知られる。

## 略歴
アーガイル州のキルモダンで生まれた。父はグレンダルエルの牧師ジョン・マクローリンで、マクローリンが幼い頃に亡くなり、母もマクローリンが9歳になる前に亡くなった。その後、叔父であるキルフィナンの牧師ダニエル・マクラウリンのもとで教育を受けた。神童だった彼は11歳で大学に入学した。
1717年に19歳の若さでアバディーン大学マーシャル・カレッジ教授に就任（2008年にアメリカのアリア・サバーが韓国の建国大で18歳で教授になるまで、最年少記録）。エディンバラ大学教授。
若い頃、高齢のアイザック・ニュートンと一緒にロンドンで研究したことがあり、1725年、ニュートンはマクローリンの才能を認め、大学宛てにマクローリンの推薦状を書いている。マクローリンは、ニュートンの弟子であることを自認して、彼の考えを広く紹介し、『導関数論』(Treatise of Fluxions)を1742年に出版し、また、1748年『サー・アイザック・ニュートン』(Sir Isaac Newton's Philosophical Discoveries)を出版して、ニュートンの考えを明快に解説し、スコットランド啓蒙運動に多くの影響を与えた。1719年王立協会フェロー選出。